# Heteralex unilinea
Heteralex unilinea là một loài bướm đêm trong họ Geometridae.